# Тојшићи
Тојшићи су насељено мјесто у Босни и Херцеговини у општини Калесија које административно припада Федерацији Босне и Херцеговине. Према попису становништва из 1991. у насељу је живјело 2.922 становника.

## Становништво
| Националност       | 1991.          | 1981.          | 1971.          |
| Муслимани          | 2.870 (98,22%) | 2.303 (96,15%) | 1.938 (95,79%) |
| Срби               | 35 (1,19%)     | 36 (1,50%)     | 64 (3,16%)     |
| Хрвати             | 0              | 1 (0,04%)      | 4 (0,19%)      |
| Југословени        | 8 (0,27%)      | 41 (1,71%)     | 5 (0,24%)      |
| остали и непознато | 9 (0,30%)      | 14 (0,58%)     | 12 (0,59%)     |
| Укупно             | 2.922          | 2.395          | 2.023          |